# ميلاني بيريز
ميلاني بيريز (بالألمانية: Melanie Peres)‏ هي عارضة وممثلة ألمانية، ولدت في 1 ديسمبر 1971 ببرلين في ألمانيا.

## أعمال

### أفلام
- (2004) العروس السورية[4]

## وصلات خارجية
- ميلاني بيريز على موقع IMDb (الإنجليزية)
- ميلاني بيريز على موقع ألو سيني (الفرنسية)
- ميلاني بيريز على موقع ميوزك برينز (الإنجليزية)
- ميلاني بيريز على موقع أول موفي (الإنجليزية)
- ميلاني بيريز على موقع كينوبويسك (الروسية)